# Čtvrttónová hudba

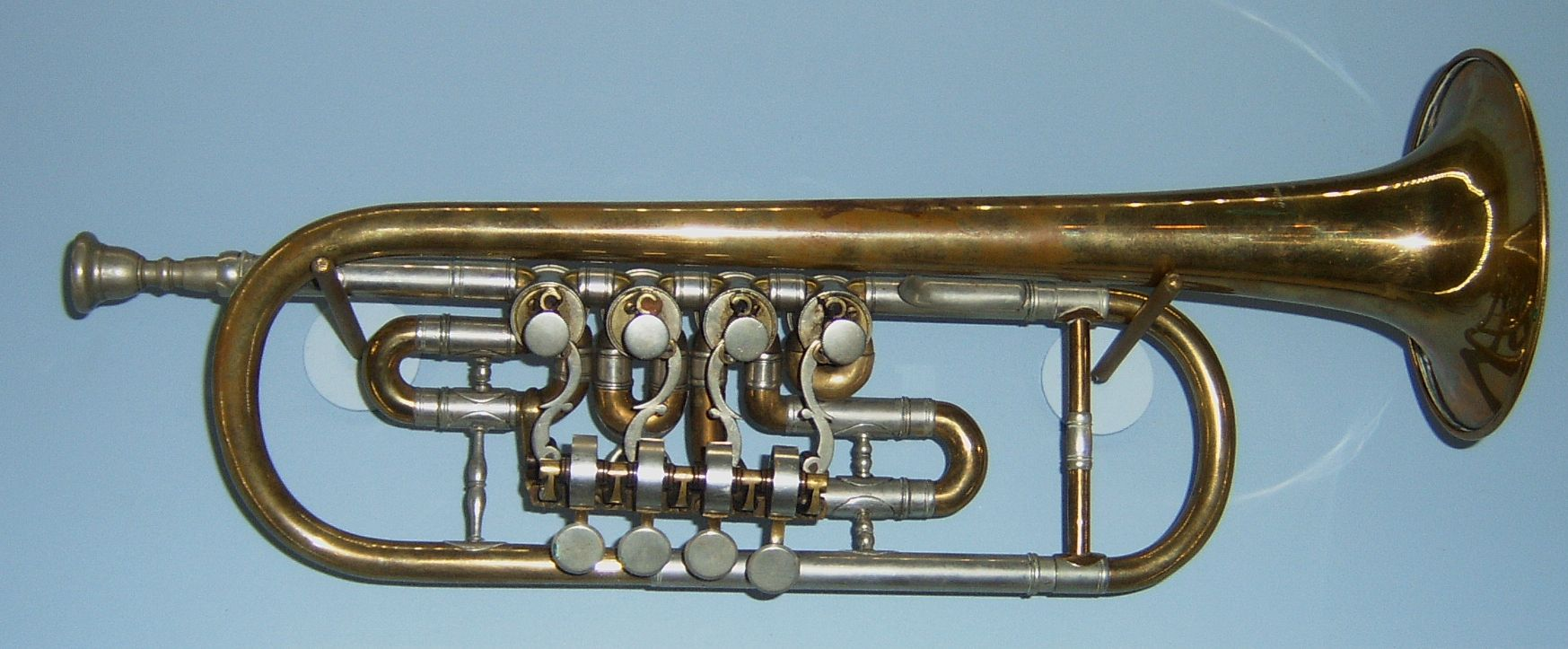
Trubka laděná v C, s přidaným čtvrttónovým ventilem

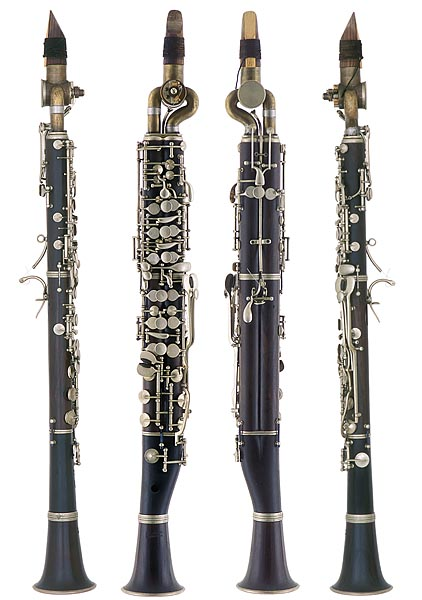
Čtvrttónový klarinet

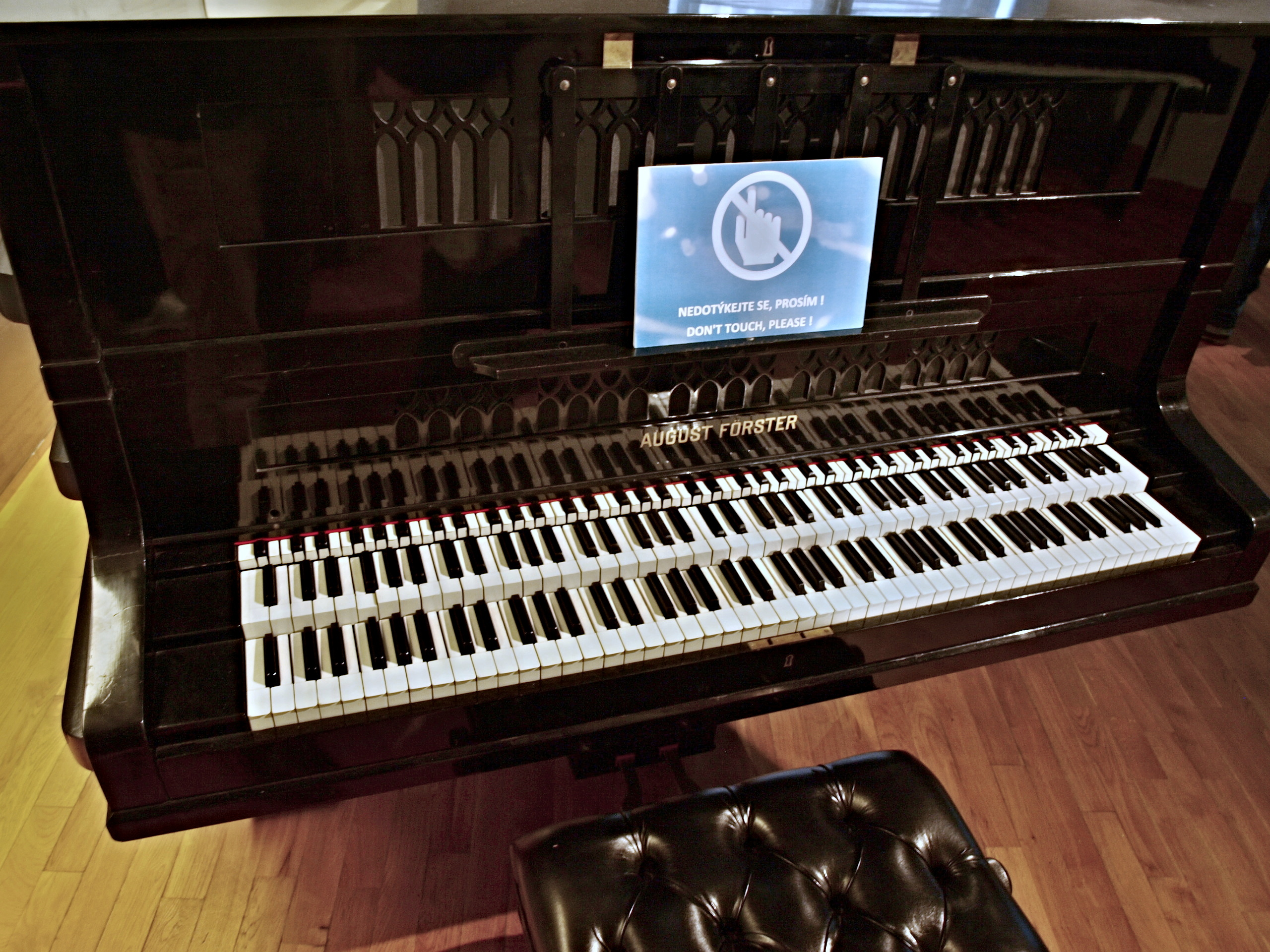
Čtvrttónový klavír od firmy Förster, České muzeum hudby

Čtvrttónová hudba založená na mikrointervalech vznikla ve střední Evropě kolem roku 1920 jako jeden ze směrů avantgardní hudby. Principem čtvrttónové hudby je rozdělení půltónu klasického tonálního systému na dvě menší stejně velké jednotky. Tím mezi jednotlivými tóny vzniká interval 50 centů a každá oktáva pak má 24 stupňů. Pro notaci byl vyvinut zvláštní systém posuvek.

## Nástroje
Na bezpražcových smyčcových nástrojích nebo na snižcovém pozounu lze čtvrttóny bez potíží zahrát, obtížnější je to u jiných nástrojů.
Jeden z průkopníků čtvrttónové hudby, německý skladatel Willi Möllendorff, navrhl v roce 1917 zvláštní klaviaturu s větším počtem kláves pro bichromatické harmonium, toto řešení se ovšem neujalo.
Další řešení byla:
- dva obvyklé klavíry, naladěné vzájemně s posuvem o 50 centů, nebo
- speciální klavír s přidanými strunami s dvojí klaviaturou. Takový nástroj vyrobila firma Förster ze saského města Löbau, dnes se nachází ve sbírce Národního muzea v Praze, konkrétně Českého muzea hudby.

U žesťových nástrojů se přidával zvláštní ventil, který účinnou délku trubky prodloužil asi o 3 %, ale největší problémy byly u dřevěných dechových nástrojů s klapkami.

## Skladatelé
Kromě již zmíněného Williho Möllendorffa psali čtvrttónovou hudbu například Karel Hába, Ivan Vyšněgradskij, Viktor Ullmann, Charles Ives nebo György Ligeti. Někteří z nich se inspirovali lidovou hudbou, která někdy čtvrttóny používala. Jazzový hudebník Don Ellis vydal roku 1975 obsáhlou knihu Quarter tones, obsahující teorii a návod ke čtvrttónové hudbě.